# Nobi (Niger)
Nobi ist ein Dorf in der Landgemeinde Malbaza in Niger.

## Geographie
Das Dorf liegt in der Ader-Doutchi-Maggia-Zone auf einer Seehöhe von 326 m. Es befindet sich rund fünf Kilometer nordöstlich des Hauptorts Malbaza der gleichnamigen Landgemeinde und des gleichnamigen Departements Malbaza, das zur Region Tahoua gehört.
Nobi besteht aus zwei Ortsteilen, die jeweils von eigenen traditionellen Ortsvorstehern (chefs traditionnels) geleitet werden: Nobi Nomade („Nobi der Nomaden“) im Süden und Nobi Sédentaire („Nobi der Sesshaften“) im Norden.

## Bevölkerung
Bei der Volkszählung 2012 hatten Nobi Nomade und Nobi Sédentaire gemeinsam 4425 Einwohner, die in 754 Haushalten lebten. Bei der Volkszählung 2001 betrug die Einwohnerzahl 2468 in 416 Haushalten und bei der Volkszählung 1988 belief sich die Einwohnerzahl auf 2674 in 500 Haushalten.
In ethnischer Hinsicht leben in Nobi Nomade Angehörige der Tuareg-Untergruppe Kel Gress und in Nobi Sédentaire Angehörige der Hausa-Untergruppen Adarawa und Gobirawa.

## Wirtschaft und Infrastruktur
Als staatliche islamische Schule für Kinder wurde 2007 eine Medersa gegründet.

## Persönlichkeiten
In Nobi wurde 1980 der Wirtschaftswissenschaftler und Politiker Ahmat Jidoud geboren.